# Reading Football Club 2021-2022
Questa voce raccoglie le informazioni riguardanti il Reading Football Club nelle competizioni ufficiali della stagione 2021-2022.

## Rosa
Aggiornata al 17 gennaio 2022.
| N. |                           | Ruolo | Calciatore            |
| -- | ------------------------- | ----- | --------------------- |
| 1  | Inghilterra (bandiera)    | P     | Joe Lumley            |
| 3  | Inghilterra (bandiera)    | D     | Tom Holmes            |
| 4  | Inghilterra (bandiera)    | D     | Michael Morrison      |
| 5  | Scozia (bandiera)         | D     | Tom McIntyre          |
| 6  | Inghilterra (bandiera)    | D     | Liam Moore (capitano) |
| 8  | Inghilterra (bandiera)    | C     | Andy Rinomhota        |
| 10 | Inghilterra (bandiera)    | C     | John Swift            |
| 11 | Costa d'Avorio (bandiera) | A     | Yakou Méïté           |
| 14 | Inghilterra (bandiera)    | C     | Ovie Ejaria           |
| 15 | Inghilterra (bandiera)    | C     | Danny Drinkwater      |
| 16 | Serbia (bandiera)         | C     | Dejan Tetek           |
| 17 | Ghana (bandiera)          | D     | Andy Yiadom           |
| 18 | Portogallo (bandiera)     | A     | Lucas João            |

| N. |                                | Ruolo | Calciatore        |
| -- | ------------------------------ | ----- | ----------------- |
| 19 | Nigeria (bandiera)             | C     | Tom Dele-Bashiru  |
| 20 | Brasile (bandiera)             | C     | Felipe Araruna    |
| 21 | Ghana (bandiera)               | D     | Abdul Rahman Baba |
| 22 | Inghilterra (bandiera)         | P     | Luke Southwood    |
| 23 | Canada (bandiera)              | C     | Junior Hoilett    |
| 24 | Inghilterra (bandiera)         | D     | Scott Dann        |
| 28 | Inghilterra (bandiera)         | C     | Josh Laurent      |
| 30 | Inghilterra (bandiera)         | A     | Femi Azeez        |
| 32 | Guinea-Bissau (bandiera)       | C     | Mamadi Camará     |
| 39 | Inghilterra (bandiera)         | A     | Jahmari Clarke    |
| 41 | Saint Kitts e Nevis (bandiera) | D     | Ethan Bristow     |
|    | Inghilterra (bandiera)         | A     | Andy Carroll      |
|    | Irlanda (bandiera)             | C     | Jeff Hendrick     |